# Operação Vidas Secas
Operação Vidas Secas é uma operação da Polícia Federal do Brasil, deflagrada em 11 de dezembro de 2015, que identificou um esquema com suspeitas de desvio de 200 milhões de reais em obras da transposição do São Francisco por meio das empresas do doleiro Alberto Youssef e do lobista Adir Assad, ambos presos na Operação Lava Jato e condenados por envolvimento no esquema de corrupção na Petrobras.
De acordo com as investigações, empresários do consórcio OAS, Galvão Engenharia, Barbosa Melo e Coesa usaram empresas de fachada para desviar cerca de 200 milhões de reais das verbas públicas destinadas às obras, no trecho que vai do agreste de Pernambuco à Paraíba. O consórcio cuidava de dois dos 14 lotes envolvidos na transposição do rio. Os contratos investigados até o momento são de 680 milhões de reais.
Ao todo foram realizados 24 mandados de busca e apreensão, quatro de condução coercitiva e quatro de prisão em nove estados.